# آکسل چاپل
آکسل چاپل (انگلیسی: Axel Chapelle؛ زادهٔ ۲۴ آوریل ۱۹۹۵) ورزشکار دو و میدانی اهل فرانسه است.
وی در مسابقات کشوری و بین‌المللی در مجموع برندهٔ ۱ مدال طلا و ۱ مدال نقره شده‌است.